# A Love to Last
A Love to Last ist eine philippinische Fernsehserie, die vom 9. Januar bis 22. September 2017 auf ABS-CBN ausgestrahlt wurde.
Die Geschichte erzählt von zwei verschiedenen Menschen, Andeng und Anton, die beweisen werden, ob zwei gebrochene Herzen ihre Liebe dauerhaft machen können.